# Mistrzostwa świata juniorów w narciarstwie klasycznym
Mistrzostwa świata juniorów w narciarstwie klasycznym – główna impreza dla młodych narciarzy z całego świata w dyscyplinach klasycznych: biegach narciarskich, skokach narciarskich i kombinacji norweskiej.
Od 1968 roku rozgrywane były mistrzostwa Europy juniorów w narciarstwie klasycznym. Pierwsza edycja mistrzostw Europy juniorów odbyła się we francuskim ośrodku narciarskim Morez. W 1977 roku po raz pierwszy do startu w mistrzostwach dopuszczeni zostali także zawodnicy spoza Europy, a samą imprezę nazwano mistrzostwami świata juniorów w narciarstwie klasycznym. W 1978 roku ponownie rozegrane zostały mistrzostwa Europy juniorów, natomiast corocznie od 1979 roku przeprowadzane są mistrzostwa świata juniorów.
W kalendarzu pierwszych edycji mistrzostw znalazły się cztery konkurencje biegowe (bieg na 10 lub 15 km mężczyzn, bieg na 5 km kobiet oraz sztafety kobiet i mężczyzn 3 × 5 km) oraz po jednej konkurencji indywidualnej mężczyzn w skokach narciarskich i kombinacji norweskiej. W 1984 roku w ramach mistrzostw po raz pierwszy rozegrano konkurs drużynowy w kombinacji norweskiej, a dwa lata później także w skokach narciarskich. W 1986 roku zaczęto też rozgrywać dwie dodatkowe konkurencje biegowe: bieg mężczyzn na 30 km oraz kobiet na 15 km. Od 1989 roku obie konkurencje sztafetowe rozgrywane są w zespołach czteroosobowych.
W latach 1992–1996 bieg mężczyzn na 10 km oraz bieg kobiet na 5 km rozgrywane były techniką klasyczną. W kolejnych latach, biegi rozgrywane były naprzemiennie techniką klasyczną i dowolną. W 2000 roku do kalendarza mistrzostw świata juniorów włączono indywidualne biegi sprinterskie kobiet i mężczyzn oraz dodatkowy konkurs indywidualny w kombinacji norweskiej.
W 2005 roku oba biegi na dłuższych dystansach zastąpiono biegami łączonymi, w których zawodnicy mieli za zadanie pokonać połowę trasy stylem klasycznym, a połowę – stylem dowolnym. Rok później rozegrano pierwszy oficjalny kobiecy konkurs o mistrzostwo świata juniorek w skokach narciarskich. W 2008 roku zamiast biegów łączonych wyjątkowo przeprowadzono biegi masowe. W 2011 roku miał odbyć się pierwszy konkurs drużynowy kobiet, jednak został odwołany. Rok później konkurencję przeprowadzono.
W 2017 roku odbyła się 40. edycja mistrzostw świata juniorów w narciarstwie klasycznym. Najczęściej, pięć razy, organizatorami mistrzostw były miasta włoskie i niemieckie (wcześniej RFN). Cztery razy mistrzostwa odbywały się w Austrii, Finlandii i Szwajcarii, a trzykrotnie mistrzostwa odbyły się w Norwegii, Szwecji i Polsce (2001, 2008 i 2022). Po dwa razy mistrzostwa zorganizowały: Czechy, Francja, Kanada, Słowacja i Stany Zjednoczone, a raz – Czechosłowacja, Estonia, Kazachstan, Rumunia, Słowenia i Turcja.
Najczęściej – trzy razy – organizatorem mistrzostw było Szczyrbskie Jezioro, w którym odbyły się edycje z 1990, 2000 i 2009 roku. Dwukrotnie mistrzostwa zorganizowano w Asiago i Schonach.
Pięć razy zdarzyło się, że zawody mistrzostw świata juniorów przeprowadzono jednocześnie w dwóch miastach. Pierwszy raz sytuacja taka miała miejsce w 1997 roku, kiedy to organizatorami były dwa kanadyjskie miasta – Calgary i Canmore. W 2008 roku zawody odbyły się w Malles Venosta i Zakopanem, rok później – w Praz de Lys i Szczyrbskim Jeziorze, w 2018 roku w miejscowościach Kandersteg i Goms oraz w 2022 roku w Zakopanem i Lygnie.

## Organizatorzy MŚ
Pierwowzorem mistrzostw świata juniorów były mistrzostwa Europy juniorów, które rozegrano w latach 1968–1976 oraz w 1978. W poniższym zestawiono przedstawiono także organizatorów tych mistrzostw. W 1977 i od 1979 roku zawody rozgrywane są jako mistrzostwa świata juniorów w narciarstwie klasycznym.

### Mistrzostwa Europy
| - MEJ 1968 – Morez, Francja - MEJ 1969 – Bollnäs, Szwecja - MEJ 1970 – Gosau, Austria - MEJ 1971 – Nesselwang, RFN - MEJ 1972 – Tarvisio, Włochy | - MEJ 1973 – Kawgołowo, ZSRR - MEJ 1974 – Autrans, Francja - MEJ 1975 – Lieto, Finlandia - MEJ 1976 – Liberec, ČSSR - MEJ 1978 – Murau, Austria |

### Mistrzostwa świata
| - MŚJ 1977 – Sainte-Croix, Szwajcaria - MŚJ 1979 – Mont-Sainte-Anne, Kanada - MŚJ 1980 – Örnsköldsvik, Szwecja - MŚJ 1981 – Schonach, RFN - MŚJ 1982 – Murau, Austria - MŚJ 1983 – Kuopio, Finlandia - MŚJ 1984 – Trondheim, Norwegia - MŚJ 1985 – Täsch, Szwajcaria - MŚJ 1986 – Lake Placid, USA - MŚJ 1987 – Asiago, Włochy - MŚJ 1988 – Saalfelden, Austria - MŚJ 1989 – Vang, Norwegia - MŚJ 1990 – Štrbské Pleso, ČSSR/ Les Saisies, FRA - MŚJ 1991 – Reit im Winkl, Niemcy - MŚJ 1992 – Vuokatti, Finlandia - MŚJ 1993 – Harrachov, Czechy - MŚJ 1994 – Breitenwang, Austria | - MŚJ 1995 – Gällivare, Szwecja - MŚJ 1996 – Asiago, Włochy - MŚJ 1997 – Canmore, Kanada - MŚJ 1998 – Sankt Moritz, Szwajcaria - MŚJ 1999 – Saalfelden, Austria - MŚJ 2000 – Štrbské Pleso, Słowacja - MŚJ 2001 – Karpacz, Polska - MŚJ 2002 – Schonach, Niemcy - MŚJ 2003 – Sollefteå, Szwecja - MŚJ 2004 – Stryn, Norwegia - MŚJ 2005 – Rovaniemi, Finlandia - MŚJ 2006 – Kranj, Słowenia - MŚJ 2007 – Tarvisio, Włochy - MŚJ 2008 – Malles Venosta, ITA/ Zakopane, PL - MŚJ 2009 – Štrbské Pleso, SVK/ Praz de Lys, FRA - MŚJ 2010 – Hinterzarten, Niemcy - MŚJ 2011 – Otepää, Estonia | - MŚJ 2012 – Erzurum, Turcja - MŚJ 2013 – Liberec, Czechy - MŚJ 2014 – Val di Fiemme, Włochy - MŚJ 2015 – Ałmaty, Kazachstan - MŚJ 2016 – Râșnov, Rumunia - MŚJ 2017 – Park City, Stany Zjednoczone - MŚJ 2018 – Kandersteg/Goms, Szwajcaria - MŚJ 2019 – Lahti, Finlandia - MŚJ 2020 – Oberwiesenthal, Niemcy - MŚJ 2021 – Lahti/Vuokatti, Finlandia - MŚJ 2022 – Zakopane, POL/ Lygna, NOR - MŚJ 2023 – Whistler, Kanada - MŚJ 2024 – Planica, Słowenia - MŚJ 2025 – Lake Placid, USA/ Tarvisio, ITA |

## Klasyfikacja medalowa
Poniższa tabela uwzględnia wszystkie edycje MŚJ, począwszy od 1977 roku.
Stan po MŚJ 2023
| #   | Reprezentacja     | Złoto | Srebro | Brąz | Razem |
| --- | ----------------- | ----- | ------ | ---- | ----- |
| 1.  | Norwegia          | 154   | 114    | 115  | 383   |
| 2.  | Rosja             | 95    | 104    | 78   | 277   |
| 3.  | Niemcy            | 68    | 75     | 70   | 213   |
| 4.  | Austria           | 57    | 41     | 50   | 148   |
| 5.  | Finlandia         | 48    | 47     | 53   | 148   |
| 6.  | Szwecja           | 47    | 57     | 48   | 152   |
| 7.  | ZSRR              | 35    | 24     | 29   | 88    |
| 8.  | Włochy            | 22    | 21     | 32   | 75    |
| 9.  | Słowenia          | 21    | 24     | 19   | 64    |
| 10. | NRD               | 17    | 14     | 16   | 47    |
| 11. | Francja           | 14    | 32     | 24   | 70    |
| 12. | Japonia           | 12    | 13     | 15   | 40    |
| 13. | Czechy            | 10    | 9      | 16   | 35    |
| 14. | Polska            | 9     | 14     | 6    | 29    |
| 15. | Czechosłowacja    | 8     | 10     | 10   | 28    |
| 16. | Szwajcaria        | 8     | 11     | 20   | 39    |
| 17. | Stany Zjednoczone | 5     | 9      | 9    | 23    |
| 18. | Estonia           | 4     | 6      | 9    | 19    |
| 19. | Kanada            | 4     | 5      | 5    | 14    |
| 20. | Kazachstan        | 2     | 7      | 5    | 14    |
| 21. | Bułgaria          | 2     | 0      | 0    | 2     |
| 22. | Słowacja          | 1     | 3      | 1    | 5     |
| 23. | Rumunia           | 1     | 1      | 0    | 2     |
| 24. | Jugosławia        | 0     | 2      | 2    | 4     |
| 25. | Korea Południowa  | 0     | 2      | 0    | 2     |
| 26. | Łotwa             | 0     | 1      | 0    | 1     |
| 27. | Hiszpania         | 0     | 0      | 1    | 1     |
| 27. | Litwa             | 0     | 0      | 1    | 1     |